# Garípas
Garípas, en grec moderne : Γαρίπας, est un village du dème de Mylopótamos, en Crète, en Grèce. Selon le recensement de 2011, la population de Garípas compte 19 habitants. Il est situé à une altitude de 400 m et à 33 km de Réthymnon.

## Recensements de la population
| Recensements | 1900 | 1920 | 1928 | 1940 | 1951 | 1961 | 1971 | 1981 | 1991 | 2001 | 2011 |
| ------------ | ---- | ---- | ---- | ---- | ---- | ---- | ---- | ---- | ---- | ---- | ---- |
| Population   | 31   | 83   | 75   | 86   | 76   | 68   | 49   | 35   | -    | 26   | 19   |